# Aero A.19
L'Aero A.19 est un biplan monoplace de chasse et d'entrainement testé en 1923 en Tchécoslovaquie, comparativement aux A.18 et A.20. L'Aero A.18 ayant été retenu par l’aviation militaire tchèque, le développement du A-19 fut abandonné.